# میدومونت (کالیفرنیا)
میدومونت (به انگلیسی: Meadowmont) یک منطقهٔ مسکونی در ایالات متحده آمریکا است که در شهرستان کالاوراس، کالیفرنیا واقع شده‌است. میدومونت ۱٬۲۶۸ متر بالاتر از سطح دریا واقع شده‌است.